# Campionat d'Anglaterra de rugbi a 15 2013-2014
El Campionat d'Anglaterra de rugbi a 15 2013-2014 on el vigent campió és els Leicester Tigers que defensa el títol aconseguit l'any passat, s'inicià el 6 de setembre del 2013. Acabà el 31 de maig del 2014 amb la victòria dels Northampton Saints.

## Resultats
| Clubs              | BR      | ER      | GRFC    | H       | LT      | LI      | LW      | NF      | NS      | SS      | S       | WW      |
| ------------------ | ------- | ------- | ------- | ------- | ------- | ------- | ------- | ------- | ------- | ------- | ------- | ------- |
| Bath Rugby         |         | 21 – 16 | 15 – 13 | 14 – 3  | 27 – 20 | 33 – 18 | 32 – 25 | 24 – 6  | 19 – 19 | 11 – 12 | 20 – 23 | 24 – 20 |
| Exeter Rugby       | 23 – 27 |         | 13 – 14 | 29 – 30 | 9 – 21  | 18 – 0  | 30 – 26 | 16 – 3  | 16 – 17 | 12 – 55 | 9 – 16  | 40 – 6  |
| Gloucester RFC     | 17 – 18 | 12 – 29 |         | 25 – 20 | 17 – 22 | 38 – 30 | 30 – 32 | 40 – 33 | 26 – 24 | 16 – 22 | 8 – 29  | 12 – 6  |
| Harlequins         | 19 – 16 | 22 – 6  | 27 – 19 |         | 24 – 20 | 23 – 9  | 11 – 10 | 18 – 14 | 6 – 13  | 24 – 3  | 12 – 22 | 21 – 20 |
| Leicester Tigers   | 27 – 27 | 45 – 15 | 11 – 8  | 16 – 23 |         | 20 – 11 | 27 – 15 | 31 – 6  | 19 – 19 | 30 – 23 | 31 – 27 | 32 – 15 |
| London Irish       | 23 – 44 | 23 – 29 | 19 – 22 | 18 – 13 | 15 – 20 |         | 12 – 19 | 40 – 12 | 14 – 19 | 22 – 20 | 20 – 42 | 22 – 9  |
| London Wasps       | 5 – 28  | 19 – 16 | 38 – 30 | 15 – 16 | 22 – 12 | 20 – 23 |         | 44 – 38 | 15 – 17 | 17 – 21 | 20 – 32 | 32 – 16 |
| Newcastle Falcons  | 0 – 21  | 13 – 23 | 16 – 22 | 9 – 35  | 18 – 41 | 13 – 11 | 12 – 17 |         | 16 – 22 | 8 – 16  | 18 – 23 | 12 – 17 |
| Northampton Saints | 43 – 25 | 38 – 11 | 39 – 13 | 23 – 9  | 16 – 22 | 36 – 21 | 74 – 13 | 18 – 0  |         | 33 – 14 | 41 – 20 | 30 – 14 |
| Sale Sharks        | 19 – 13 | 16 – 18 | 24 – 19 | 12 – 27 | 22 – 42 | 15 – 3  | 26 – 22 | 14 – 15 | 19 – 6  |         | 10 – 15 | 26 – 10 |
| Saracens           | 31 – 17 | 23 – 10 | 44 – 12 | 39 – 17 | 49 – 10 | 13 – 22 | 19 – 12 | 40 – 3  | 28 – 24 | 24 – 19 |         | 44 – 20 |
| Worcester Warriors | 6 – 21  | 33 – 38 | 28 – 27 | 13 – 37 | 22 – 23 | 18 – 20 | 11 – 13 | 12 – 16 | 10 – 33 | 12 – 24 | 8 – 26  |         |

## Classificació
| Classificació general del Premiership | Classificació general del Premiership | Classificació general del Premiership | Classificació general del Premiership | Classificació general del Premiership | Classificació general del Premiership | Classificació general del Premiership | Classificació general del Premiership | Classificació general del Premiership | Classificació general del Premiership | Classificació general del Premiership | Classificació general del Premiership | Classificació general del Premiership | Classificació general del Premiership | Classificació general del Premiership |
| Class.                                | Clubs                                 | Pts                                   | J                                     | G                                     | E                                     | P                                     | B0                                    | BD                                    | pf                                    | pc                                    | p±                                    | af                                    | ac                                    | a±                                    |
| ------------------------------------- | ------------------------------------- | ------------------------------------- | ------------------------------------- | ------------------------------------- | ------------------------------------- | ------------------------------------- | ------------------------------------- | ------------------------------------- | ------------------------------------- | ------------------------------------- | ------------------------------------- | ------------------------------------- | ------------------------------------- | ------------------------------------- |
| 1.                                    | Saracens                              | 87                                    | 22                                    | 19                                    | 0                                     | 3                                     | 10                                    | 1                                     | 629                                   | 353                                   | 276                                   | 68                                    | 39                                    | 29                                    |
| 2.                                    | Northampton Saints                    | 78                                    | 22                                    | 16                                    | 2                                     | 4                                     | 7                                     | 3                                     | 604                                   | 350                                   | 254                                   | 72                                    | 31                                    | 41                                    |
| 3.                                    | Leicester Tigers                      | 74                                    | 22                                    | 15                                    | 2                                     | 5                                     | 7                                     | 3                                     | 542                                   | 430                                   | 112                                   | 59                                    | 41                                    | 18                                    |
| 4.                                    | Harlequins                            | 67                                    | 22                                    | 15                                    | 0                                     | 7                                     | 4                                     | 3                                     | 437                                   | 365                                   | 72                                    | 43                                    | 33                                    | 10                                    |
| 5.                                    | Bath Rugby                            | 67                                    | 22                                    | 14                                    | 2                                     | 6                                     | 4                                     | 3                                     | 495                                   | 388                                   | 107                                   | 48                                    | 38                                    | 10                                    |
| 6.                                    | Sale Sharks                           | 57                                    | 22                                    | 12                                    | 0                                     | 10                                    | 3                                     | 6                                     | 432                                   | 399                                   | 33                                    | 46                                    | 40                                    | 6                                     |
| 7.                                    | London Wasps                          | 49                                    | 22                                    | 9                                     | 0                                     | 13                                    | 4                                     | 9                                     | 451                                   | 533                                   | -82                                   | 48                                    | 56                                    | -8                                    |
| 8.                                    | Exeter Chiefs                         | 45                                    | 22                                    | 9                                     | 0                                     | 13                                    | 2                                     | 7                                     | 426                                   | 480                                   | -54                                   | 40                                    | 51                                    | -11                                   |
| 9.                                    | Gloucester RFC                        | 44                                    | 22                                    | 8                                     | 0                                     | 14                                    | 4                                     | 8                                     | 440                                   | 539                                   | -99                                   | 46                                    | 60                                    | -14                                   |
| 10.                                   | London Irish                          | 36                                    | 22                                    | 7                                     | 0                                     | 15                                    | 2                                     | 6                                     | 396                                   | 496                                   | -100                                  | 40                                    | 49                                    | -9                                    |
| 11.                                   | Newcastle Falcons                     | 22                                    | 22                                    | 3                                     | 0                                     | 19                                    | 2                                     | 8                                     | 281                                   | 544                                   | -263                                  | 23                                    | 62                                    | -39                                   |
| 12.                                   | Worcester Warriors                    | 16                                    | 22                                    | 2                                     | 0                                     | 20                                    | 1                                     | 7                                     | 325                                   | 581                                   | -256                                  | 31                                    | 64                                    | -33                                   |

## Fase final
| Semifinals         | Semifinals | Semifinals       |
| ------------------ | ---------- | ---------------- |
| Northampton Saints | 21 – 20    | Leicester Tigers |
| Saracens           | 31 – 17    | Harlequins       |

| Final    | Final   | Final              |
| -------- | ------- | ------------------ |
| Saracens | 20 – 24 | Northampton Saints |

| Campió             |
| ------------------ |
| Northampton Saints |